# Bordj Badji Mokhtar
Bordj Badji Mokhtar (în arabă برج باجى مختار) este o comună din provincia Adrar, Algeria.
Populația comunei este de 16.437 de locuitori (2008).

## Clima
| Date climatice pentru Bordj Badji Mokhtar | Date climatice pentru Bordj Badji Mokhtar | Date climatice pentru Bordj Badji Mokhtar | Date climatice pentru Bordj Badji Mokhtar | Date climatice pentru Bordj Badji Mokhtar | Date climatice pentru Bordj Badji Mokhtar | Date climatice pentru Bordj Badji Mokhtar | Date climatice pentru Bordj Badji Mokhtar | Date climatice pentru Bordj Badji Mokhtar | Date climatice pentru Bordj Badji Mokhtar | Date climatice pentru Bordj Badji Mokhtar | Date climatice pentru Bordj Badji Mokhtar | Date climatice pentru Bordj Badji Mokhtar | Date climatice pentru Bordj Badji Mokhtar |
| Luna                                      | Ian                                       | Feb                                       | Mar                                       | Apr                                       | Mai                                       | Iun                                       | Iul                                       | Aug                                       | Sep                                       | Oct                                       | Nov                                       | Dec                                       | Anual                                     |
| ----------------------------------------- | ----------------------------------------- | ----------------------------------------- | ----------------------------------------- | ----------------------------------------- | ----------------------------------------- | ----------------------------------------- | ----------------------------------------- | ----------------------------------------- | ----------------------------------------- | ----------------------------------------- | ----------------------------------------- | ----------------------------------------- | ----------------------------------------- |
| Maxima medie °C (°F)                      | 26.0 (78,8)                               | 29.3 (84,7)                               | 32.7 (90,9)                               | 37.0 (98,6)                               | 40.4 (104,7)                              | 43.5 (110,3)                              | 42.9 (109,2)                              | 41.9 (107,4)                              | 41.0 (105,8)                              | 37.1 (98,8)                               | 31.5 (88,7)                               | 27.1 (80,8)                               | 35,87 (96,56)                             |
| Media zilnică °C (°F)                     | 18.7 (65,7)                               | 21.4 (70,5)                               | 24.7 (76,5)                               | 28.8 (83,8)                               | 32.6 (90,7)                               | 36.0 (96,8)                               | 35.6 (96,1)                               | 34.8 (94,6)                               | 33.8 (92,8)                               | 29.8 (85,6)                               | 24.2 (75,6)                               | 19.9 (67,8)                               | 28,36 (83,04)                             |
| Minima medie °C (°F)                      | 11.4 (52,5)                               | 13.6 (56,5)                               | 16.8 (62,2)                               | 20.7 (69,3)                               | 24.8 (76,6)                               | 28.6 (83,5)                               | 28.4 (83,1)                               | 27.8 (82)                                 | 26.6 (79,9)                               | 22.6 (72,7)                               | 17.0 (62,6)                               | 12.7 (54,9)                               | 20,92 (69,65)                             |
| Precipitații mm (inches)                  | 1 (0.04)                                  | 0 (0)                                     | 0 (0)                                     | 0 (0)                                     | 1 (0.04)                                  | 2 (0.08)                                  | 6 (0.24)                                  | 17 (0.67)                                 | 10 (0.39)                                 | 1 (0.04)                                  | 0 (0)                                     | 0 (0)                                     | 38 (1,5)                                  |
| Sursă: climate-data.org                   |                                           |                                           |                                           |                                           |                                           |                                           |                                           |                                           |                                           |                                           |                                           |                                           |                                           |